# Man vs. Bee
Man vs. Bee (El hombre contra la abeja en España y Hombre vs. Abeja en Hispanoamérica) es una serie televisiva británica de comedia, creada y escrita por Rowan Atkinson y William Davies, dirigida por David Kerr y protagonizada por Rowan Atkinson, Jing Lusi, Claudie Blakley, Tom Basden, Julian Rhind-Tutt, Greg McHugh y India Fowler.
La serie se filmó exclusivamente en Bovingdon Studios en el condado de Hertfordshire durante un período de doce semanas. Según Rowan Atkinson, la filmación fue muy difícil en las condiciones de la pandemia de Covid-19 y tuvo que interrumpirse durante dos semanas debido a las infecciones producidas por el virus.
Se estrenó en Netflix el 24 de junio de 2022.
En el episodio número cinco, en una escena en que Trevor se toma una ducha en la mansión, suena la canción Just an Illusion del grupo Imagination.

## Sinopsis
Trevor Bingley es un torpe y abnegado padre de familia separado, que empieza a trabajar como cuidador de una mansión de lujo, mientras sus dueños se van de vacaciones. El caos se iniciará al intentar derrotar a una abeja que se ha introducido en la casa.

## Reparto
- Rowan Atkinson como Trevor Bingley
- Claudie Blakley como Jess (exmujer de Trevor)
- Jing Lusi como Nina Kolstad-Bergenbatten (propietaria de la mansión)
- India Fowler como Maddy (hija de Trevor)
- Julian Rhind-Tutt como Christian Kolstad-Bergenbatten (marido de Nina)
- Tom Basden como Oficial de policía
- Chizzy Akudolu como Juez
- Aysha Kala como Detective
- Gediminas Adomaitis como Marek  (ladrón)
- Christian Alifoe como Karl (ladrón)
- Daniel Fearn como Lewis (ladrón)
- Greg McHugh como Jardinero
- Brendan Murphy como Eric
- Phil Cornwell como Armstrong
- Daniel Cook como Agente de seguros
- Hannah Bourne como Victoria
- Yasmine Holness-Dove como Joy
- Lee Byford como Constructor
- Neil Alexander Smith como Prisionero